# General Medical Council
Das General Medical Council (GMC) ist eine unabhängige Körperschaft zur Aufsicht über Ärzte im Vereinigten Königreich, vergleichbar mit einer Ärztekammer. Das GMC führt das Ärzteregister und überwacht Aus- und Weiterbildung von Ärzten. Grundlage für die Tätigkeit ist der Medical Act (~ Medizingesetz).

## Geschichte
Vor der Gründung des General Medical Councils durch den Medical Act, 1858, gab es neunzehn verschiedene Körperschaften, die Ärzten ihre Zulassung erteilten. Selbst der Erzbischof von Canterbury hatte das Recht, Ärzten eine Approbation zu erteilen. 1841 waren ca. 1/3 aller Ärzte ohne ausreichende Ausbildung aktiv. Obendrein galten Titel nur lokal, d. h. ein Arzt in Glasgow war in London kein Arzt mehr, da hier sein Titel und seine Ausbildung nichts galten.
1858 wurde daher das General Council of Medical Education and Registration of the United Kingdom gegründet, dem heutigen GMC. Der Auftrag war es, ein zentrales Register der Ärzte anzulegen, die Ausbildung der Ärzte zu regulieren und Standards einzuführen, sowie die Veröffentlichung einer Pharmacopoeia (Arzneibuch). Die Veröffentlichung des ersten Registers erfolgte erst ein halbes Jahr nach dem Ende 1858, weil sich so viele Personen erst spät im Jahr um die Aufnahme bemüht hatten. 1860 wurde Richard Organ als erster wegen fehlender Qualifikation aus der Liste entfernt. 1899 wurde die erste Anhörung durchgeführt, in der einem Arzt Trunkenheit vorgeworfen wurde.
Das ursprüngliche Council hatte 24 Mitglieder, die – bis auf sechs – an den Royal Colleges oder Universitäten ihrer Zeit studiert hatten. Hilton Young, Vertreter der Krone, war der erste Nicht-Mediziner im Council und 1933 wurde mit der Frauenrechtlerin Christine Murrell die erste Frau im Council aufgenommen. Allerdings besetzte Murrell ihren Sitz nie, da sie am 18. Oktober 1933 verstarb. So dauerte es bis 1950, dass eine Frau Hilda Nora Lloyd einen Platz in dem Gremium bekam. Sie war vom Royal College of Obstetricians and Gynaecologists entsandt, dem sie seit 1949 vorsaß.
In dieser Zeit legte das GMC seine Normen und Standards nach eigenen Kriterien fest. Ärzte entschieden darüber, was das beste für ihre Patienten war. Schlechte Praxis war dabei nie das Thema. Das GMC griff nur bei kriminellen Aktivitäten oder unprofessioneller Berufsausübung ein. Moralische Verfehlungen eines Arztes waren eher im Fokus als Kunstfehler. Messungen zur Ermittlung der Qualität der erbrachten Dienstleistung gegenüber dem Patienten waren so gut wie unbekannt.
1972 begann die Regierung eine Untersuchung des National Health Service, insbesondere der Ärzteschaft. Das GMC hatte sich so weit von der Ärzteschaft entfernt, dass das Vertrauen in die Institution erschüttert war. Das Merrison Committee empfahl eine Serie von Änderungen an der Organisation, der Zulassung, der Registrierung von Allgemeinmedizinern und Spezialisten, die sich im New Medical Act von 1978 niederschlugen. Auf dieser Grundlage wurde das GMS 1979 neu und mit definierten Aufgaben zusammengestellt. Die daraus resultierenden Aktivitäten waren aber in der öffentlichen Meinung nicht ausreichend, zu zaghaft und zu spät. Der politische Druck beschleunigte Veränderungen insbesondere nach der Krise in der Bristol Royal Infirmary Anfangs der 1990er.
Auch das GMC selbst versuchte nun die Veränderung mitzutragen. In Abstimmung zwischen Ärzteschaft und Öffentlichkeit wurde 1995 die Good Medical Practice zum ersten Mal veröffentlicht, eine Anleitung, welche Standards ein Patient von seiner Behandlung erwarten konnte. Damit endet der Druck für Veränderungen aber nicht. Die technologische Entwicklung macht Daten immer einfacher, schneller und häufiger verfügbar, so dass die Öffentlichkeit Einblick erhält in die statistischen Leistungen einzelner Institutionen im Vergleich mit anderen. Die professionelle Praxis wird transparenter und rückt stärker ins Licht der Öffentlichkeit.
So wich die Selbstregulierung früherer Tage der Berufsregulierung mit regelmäßiger Revalidierung (seit 2012) der Leistungen und der Führung von Ärzten. 2003 wurde die Kammer erneut verändert, die Mitgliedschaft von 104 auf 35 reduziert, der Anteil von Laienmitgliedern stieg auf 40 % (2020: 50 %) und die Wahl der Mitglieder wurde ersetzt durch Berufung durch das Privy Council.

## Organisation
Die maßgebliche Körperschaft des GMC ist das Council, eine Gruppe von zwölf Mitgliedern aus den vier Ländern des Vereinigten Königreichs, sechs Mediziner und sechs Laien. Das Council gibt die strategische Ausrichtung des GMC vor und überwacht das Management. Die Council-Mitglieder sind gleichzeitig Treuhänder des gemeinnützigen Vereins (Charity). Die Council-Mitglieder werden durch das Privy Council nach Richtlinien der Professional Standards Authority ernannt.
Das Council wird durch mehrere Committees unterstützt:
- Audit and Risk Committee
- Remuneration Committee
- Investments Committee
- MPTS Committee
- Board of Pensions Trustees
- GMC/MPTS Liaison Group

Das Council überwacht die Tätigkeit des Executive Boards (geschäftsführendes Gremium).
Neben diesen Organen des Vereins gibt es eine kommerzielle Tochter, die GMC Services International, die neue Geschäftszweige entwickeln soll, um die Abhängigkeit von Beiträgen der Ärzteschaft zu reduzieren.

### Finanzen
Gemäß dem geprüften Jahresabschluss lagen die Einnahmen 2018 bei ca. GBP 110 Mio. und der Rohertrag bei ca. 5 Mio.